# Ivan Kondakov
Ivan Lavrèntievitx Kondakov (en rus Кондако́в, Ива́н Лавре́нтьевич), nascut el 8 d'octubre de 1857 a Viliúisk, República de Sakhà, Rússia, i traspassat el 14 d'octubre de 1931 a Elva, Estònia, fou un destacat químic orgànic rus/soviètic que aconseguí el primer cautxú sintètic.

## Biografia
Realitzà els seus estudis secundaris a l'institut de Krasnoiarsk. El 1880 es matriculà a la Universitat de Sant Petersburg, a la facultat Ciències Naturals, on fou alumne d'Aleksandr Bútlerov i on es graduà el 1884. El 1886 fou designat assistent de laboratori al Departament de Química de la Universitat de Varsòvia. El desembre de 1894, a Sant Petersburg, defensà la tesi "Influència del clorur de zinc en una sèrie de compostos grassos". El 1895 fou nomenat professor de Farmàcia de la Universitat de Tartu.

## Obra
Kondakov se centrà en la investigació sobre la síntesi de compostos orgànics, els seus temes principals són la química dels compostos no saturats (subjecte de recerca de Bútlerov) i de terpens.
El 1901 descobrí que el dimetilbutadiè, quan s'escalfa amb hidròxid de potassi, produeix una substància semblant al cautxú, essent el primer cautxú sintètic que es descobrí.